# Vojtech Bednárik
Vojtech Bednárik (27. června 1940 Humenné – 4. září 2018 Trnava) byl slovenský fotbalový útočník (pravé křídlo), který nastupoval také ve středu pole.

## Hráčská kariéra
V československé lize hrál za Spartak Trnava, vstřelil dvě prvoligové branky (10.08.1958–15.07.1962). Do trnavského Spartaku přišel z Bratislavy, kde studoval na SVŠT a v turnajových zápasech si ho všiml Anton Malatinský. Jeho vrcholovou kariéru v Trnavě ukončilo zranění. Během základní vojenské služby ještě hrál v Bratislavě, v roce 1966 byl však nucen s hráčskou kariérou skončit.
Na přelomu let 1958 a 1959 se s trnavským Spartakem zúčastnil zájezdu na Blízký východ a do severní Afriky. Za Spartak Trnava hrál do roku 1963, nastupoval zde také ve II. lize.

### Prvoligová bilance
| Ročník             | Zápasy | Góly | Minuty | Klub              |
| ------------------ | ------ | ---- | ------ | ----------------- |
| I. liga 1958/59    | 4      | 0    | 221    | TJ Spartak Trnava |
| I. liga 1959/60    | 5      | 0    | 183    | TJ Spartak Trnava |
| I. liga 1960/61    | 2      | 0    | 106    | TJ Spartak Trnava |
| I. liga 1961/62    | 23     | 2    | 1 876  | TJ Spartak Trnava |
| CELKEM I. ČS. LIGA | 34     | 2    | 2 386  |                   |